# Xã Battleview, Quận Burke, Bắc Dakota
Xã Battleview (tiếng Anh: Battleview Township) là một xã thuộc quận Burke, tiểu bang Bắc Dakota, Hoa Kỳ. Năm 2010, dân số của xã này là 80 người.